# 格施拉普科格爾山

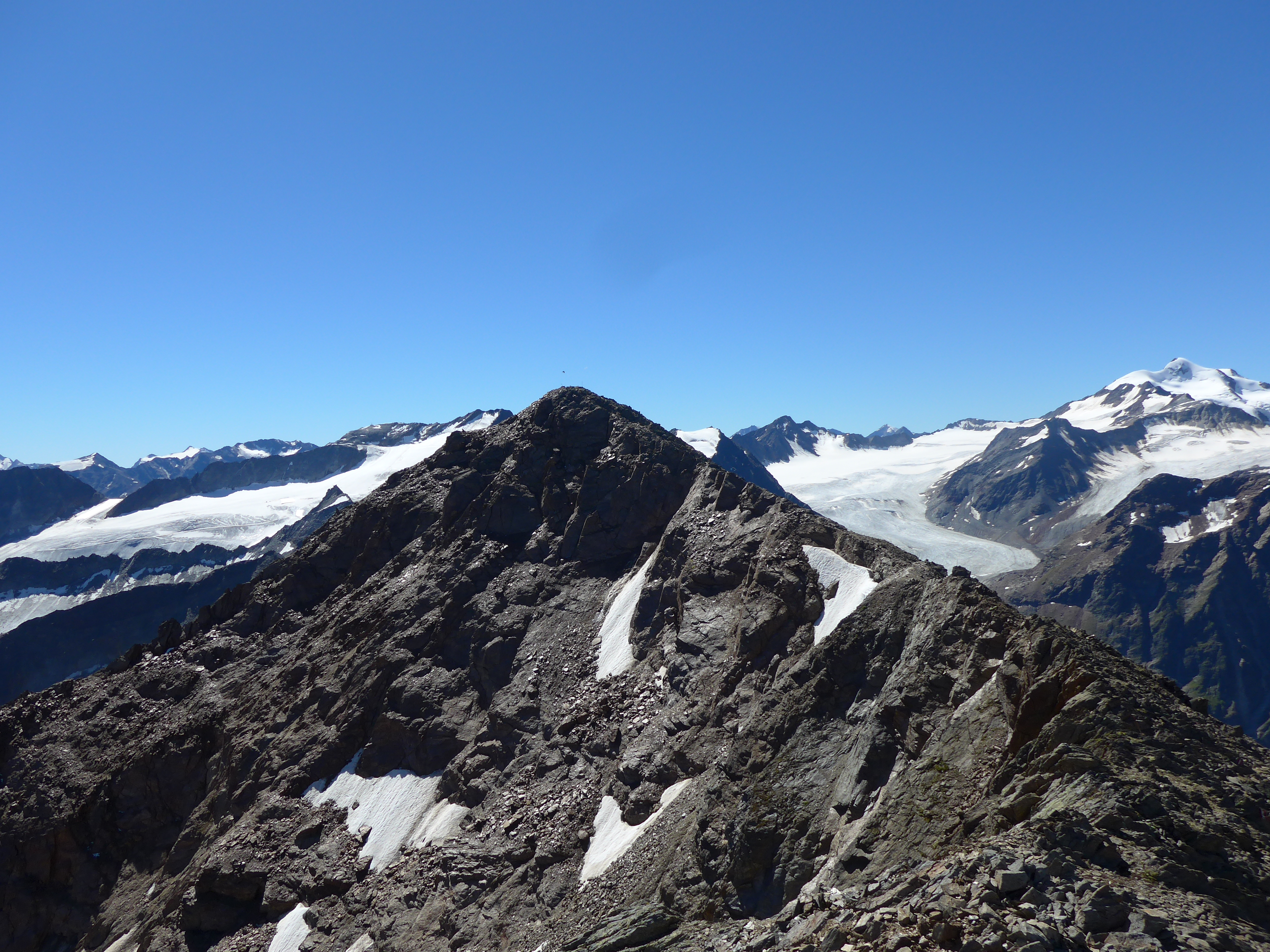

46°57′40″N 10°54′24″E / 46.961210°N 10.906541°E
格施拉普科格爾山（德語：Gschrappkogel），是奧地利的山峰，位於該國西部，由蒂羅爾州負責管轄，屬於奧茨塔爾阿爾卑斯山脈的一部分，海拔高度3,194米，人類在1878年首次登頂。